# Koransko Selo
Koransko Selo – wieś w Chorwacji, w żupanii karlowackiej, w gminie Barilović. W 2011 roku liczyła 33 mieszkańców.